# はこだて国際科学祭
はこだて国際科学祭（はこだてこくさいかがくさい）とは、2009年から毎年8月末頃に北海道函館市内の複数会場で開催されているイベントである。
初回は2009年8月22日 - 30日まで。科学に関連した展示や講演会、ワークショップ、実験のデモンストレーション等が計画されている。
函館市や公立はこだて未来大学、函館市内の高等教育機関や団体などから構成されるサイエンス・サポート函館によって企画、運営されている。

## 概要
初回となる『はこだて国際科学祭2009』は、函館市地域交流まちづくりセンター、五稜郭タワーアトリウム、函館市民会館の3つの会場で実施。ドイツ人のアーティスト、インゴ・ギュンターの地球儀アート「ワールドプロセッサー展」、科学夜話と題した専門家によるトークショー、函館マルチメディア推進協議会によるワークショップ、福井県児童科学館にて1,800回以上の実演経験を持つ月僧秀弥によるサイエンスショー、科学屋台と題した公募による科学展示、青少年のための科学の祭典函館大会、函館工業高等専門学校によるメカニズムフェスティバル、などを開催した。
2010年度まで、科学技術振興機構による地域科学技術理解増進活動推進事業、地域ネットワーク支援を受けている。